# 本郷新記念札幌彫刻美術館

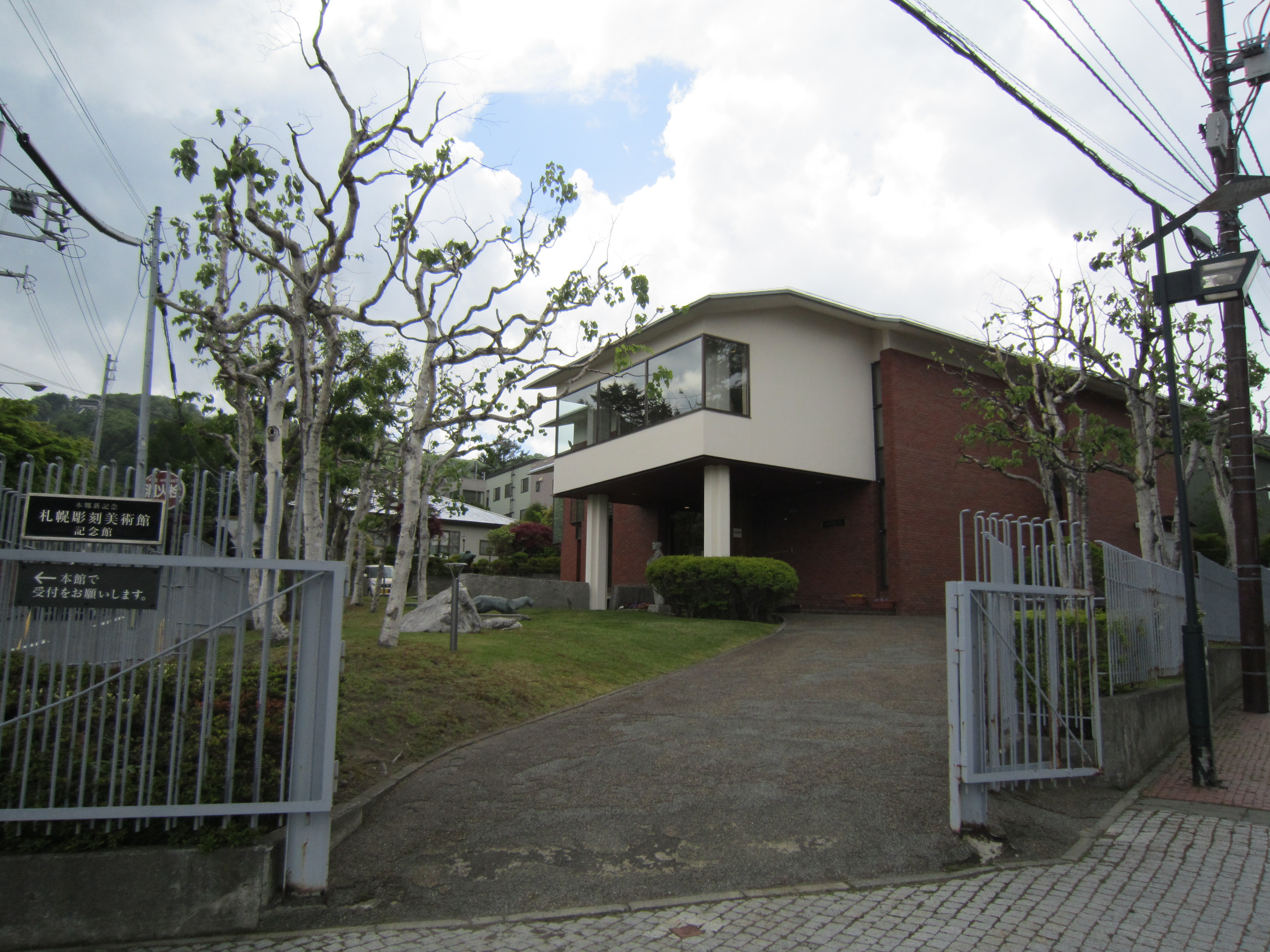
記念館（2018年5月）

本郷新記念札幌彫刻美術館（ほんごうしんきねん さっぽろちょうこくびじゅつかん）は、北海道札幌市中央区宮の森に所在する美術館。
本館では、札幌市出身の彫刻家である本郷新の作品を主に収蔵・展示しており、前庭は彫刻庭園となっている。毎冬、本館前庭を無料解放して、「雪像彫刻展」を開催している。
記念館では、本郷の石膏原型・油絵・デッサンに加えて、彼が収集した他作家の作品や、制作道具・生活用品等の展示を行っている。

## 設立までの経緯
1979年（昭和54年）10月の末ころ、当時の北海道知事・堂垣内尚弘や札幌市長・板垣武四のもとに『財団法人本郷新記念館（仮称）設立に関するお願い』という書簡が届いた。その中では、本郷新が宮の森に構えるアトリエを一般公開することで美術文化に貢献したいという主旨が述べられており、そのために土地や建物、さらにすべての作品を提供する用意があることが記されていた。
これを受けた道と市は検討を重ね、1980年（昭和55年）1月4日の記者会見にて板垣市長が「道の協力も得て『本郷新彫刻記念館』として早急に整備したい」と発言した。本郷自身は2月13日に肺がんのため死去してしまったが、それにより美術館設立の動きはむしろ加速し、5月には本郷の遺族から土地・建物・作品を合わせて時価5億4118万円に及ぶ寄贈がなされた。
6月16日、札幌全日空ホテルで開かれた設立総会にて「―本郷新記念―財団法人札幌彫刻美術館」が正式に発足。7月に道議会で議決された補助金を基にして、記念館と位置づけたアトリエの営繕工事や向かい側の空き地の買収が進められ、9月30日からは札幌市の補助金による本館の建設工事が開始された。
1981年（昭和56年）4月以降は、札幌市の助成による記念館の庭園や駐車場の整備が行われ、同年6月29日に開館の時を迎えた。
その後2007年（平成19年）に運営者が財団法人札幌市芸術文化財団となり、「札幌彫刻美術館」から「本郷新記念札幌彫刻美術館」へと改称された。